# Saint-Prim
Saint-Prim és un municipi francès situat al departament de la Isèra i a la regió d'Alvèrnia-Roine-Alps. L'any 2007 tenia 1.057 habitants.

## Demografia

### Població
El 2007 la població de fet de Saint-Prim era de 1.057 persones. Hi havia 396 famílies de les quals 66 eren unipersonals (33 homes vivint sols i 33 dones vivint soles), 128 parelles sense fills, 165 parelles amb fills i 37 famílies monoparentals amb fills.
La població ha evolucionat segons el següent gràfic:
Habitants censats

### Habitatges
El 2007 hi havia 422 habitatges, 393 eren l'habitatge principal de la família, 14 eren segones residències i 15 estaven desocupats. 380 eren cases i 39 eren apartaments. Dels 393 habitatges principals, 335 estaven ocupats pels seus propietaris, 50 estaven llogats i ocupats pels llogaters i 8 estaven cedits a títol gratuït; 14 tenien dues cambres, 37 en tenien tres, 123 en tenien quatre i 219 en tenien cinc o més. 346 habitatges disposaven pel capbaix d'una plaça de pàrquing. A 137 habitatges hi havia un automòbil i a 247 n'hi havia dos o més.

### Piràmide de població
La piràmide de població per edats i sexe el 2009 era:
| Homes | Edats   | Dones |
| ----- | ------- | ----- |
| 0     | 95 o +  | 0     |
| 0     | 90 a 94 | 4     |
| 0     | 85 a 89 | 4     |
| 8     | 80 a 84 | 8     |
| 4     | 75 a 79 | 4     |
| 16    | 70 a 74 | 20    |
| 24    | 65 a 69 | 16    |
| 20    | 60 a 64 | 24    |
| 12    | 55 a 59 | 12    |
| 48    | 50 a 54 | 40    |
| 28    | 45 a 49 | 36    |
| 44    | 40 a 44 | 36    |
| 32    | 35 a 39 | 52    |
| 52    | 30 a 34 | 32    |
| 12    | 25 a 29 | 24    |
| 32    | 20 a 24 | 12    |
| 36    | 15 a 19 | 20    |
| 40    | 10 a 14 | 12    |
| 56    | 5 a 9   | 44    |
| 32    | 0 a 4   | 24    |

## Economia
El 2007 la població en edat de treballar era de 687 persones, 523 eren actives i 164 eren inactives. De les 523 persones actives 500 estaven ocupades (266 homes i 234 dones) i 24 estaven aturades (4 homes i 20 dones). De les 164 persones inactives 64 estaven jubilades, 57 estaven estudiant i 43 estaven classificades com a «altres inactius».

### Ingressos
El 2009 a Saint-Prim hi havia 425 unitats fiscals que integraven 1.154 persones, la mediana anual d'ingressos fiscals per persona era de 21.238,5 €.

### Activitats econòmiques
Dels 35 establiments que hi havia el 2007, 2 eren d'empreses de fabricació d'altres productes industrials, 12 d'empreses de construcció, 5 d'empreses de comerç i reparació d'automòbils, 4 d'empreses de transport, 4 d'empreses d'hostatgeria i restauració, 1 d'una empresa financera, 1 d'una empresa immobiliària i 6 d'empreses de serveis.
Dels 12 establiments de servei als particulars que hi havia el 2009, 1 era un taller de reparació d'automòbils i de material agrícola, 1 paleta, 2 guixaires pintors, 3 fusteries, 3 electricistes, 1 perruqueria i 1 restaurant.
L'any 2000 a Saint-Prim hi havia 16 explotacions agrícoles que ocupaven un total de 400 hectàrees.

## Equipaments sanitaris i escolars
L'únic equipament sanitari que hi havia el 2009 era un hospital de tractaments de mitja durada (seguiment i rehabilitació).
El 2009 hi havia una escola elemental.

## Poblacions més properes
El següent diagrama mostra les poblacions més properes.